# 津久根島
津久根島（つくねしま）は、広島湾に浮かぶ無人島。広島市の沖合約4kmの広島湾中心部にある。

## 地理
住所は広島県広島市佐伯区五日市津久根である。

## 天ぷら津久根島との関係
広島市中区堀川町の天ぷら専門店である津久根島は当島から来ている。島には天ぷら店津久根島の店主の祖先である湯葢道空のあまんじゃく伝説が残る。

### 湯葢道空
湯葢道空は壇ノ浦で敗れた平知盛の子孫と言われる。海老山に住んでいて、元々は貧しい漁師だったが、豊漁で大金持ちになり、五日市港に塩田を開いて繁栄されたりして人々から尊敬されていた。しかし、息子の道裕は親のいうことに全て反抗していた。

### あまんじゃく伝説
道裕は父が最期に津久根島に葬るよう言われた。父の本心は山に埋めてほしかったが、あまのじゃくな道裕なら海といえば、山に埋めると思いそう、道裕に言ったのだった。しかし、道裕は最後くらい父の言うことを聞こうと、この島に埋めてしまった。
という伝説が残る。五日市商工会は、五日市のイメージキャラクターにあまんじゃくをモチーフにしたあまんじゃく君を考案した。

## 歴史
古くから、航海の目印になっていた。

## 交通
島への交通アクセスは無い。
島自体が個人所有のため許可なく立ち入ることはできない。